# 四川党的建设
《四川党的建设》创刊于1993年，是中国大陆社会科学类半月刊，编辑部位于四川省成都市。
《四川党的建设》在2018年被中华人民共和国国家新闻出版广电总局新闻报刊司评为2017年全国“百强报刊”。